# Porodné
Porodné jednou z dávek státní sociální podpory. 
Její výše je v České republice 13 000 Kč, jestliže se dětí narodí více, jde o 23 000 Kč. Vyplácí se ale pouze po prvním porodu v rodině, a to jednorázově. Nárok na porodné má žena, která dítě porodila, jestliže příjmy v rodině (bez rodičovského příspěvku a bez přídavků na dítě) nepřevyšují 2,4násobek životního minima rodiny. Pokud by žena při porodu zemřela, přechází toto právo na otce dítěte. Za stejných podmínek má právo na porodné navíc i osoba, která dítě mladší než jeden rok převezme do trvalé péče nahrazující péči rodičů.
Porodné se poskytuje pouze osobám s místem trvalého pobytu v České republice. Tato podmínka může být ve výjimečných případech prominuta.

## Právní úprava od 1. 1. 2015 (dítě narozené nebo převzaté do trvalé péče od 1. 1. 2015)
- Porodné  je dávka poskytovaná v závislosti na výši příjmu, kterou se rodině s  nízkými příjmy jednorázově přispívá na náklady související s narozením  prvního nebo druhého živého dítěte.
- Nárok na porodné je vázán na  stanovenou hranici příjmů v rodině, která v kalendářním čtvrtletí  předcházejícím kalendářnímu čtvrtletí, ve kterém se dítě narodilo, musí  být nižší než 2,7násobek životního minima rodiny.  Do rozhodného příjmu  se nezapočítává rodičovský příspěvek a přídavek na dítě.
- Porodné  náleží ženě, která porodila své první nebo druhé živé dítě. Jestliže  žena, která dítě porodila, zemřela, splnila podmínky nároku na porodné a  dávka jí nebo jiné osobě nebyla vyplacena, má na porodné nárok otec  dítěte.
- Nárok na porodné má rovněž osoba, která převzala dítě  mladší jednoho roku do trvalé péče nahrazující péči rodičů, za stejných  podmínek (rozhodný příjem rodiny do 2,7násobku životního minima, první  nebo druhé dítě).
- Porodné náleží v rodině pouze dvakrát, a to  buď na první nebo druhé živě narozené dítě nebo na první nebo druhé dítě  převzaté do trvalé péče nahrazující péči rodičů.
- Porodné je stanoveno pevnou částkou a činí 13 000 Kč na první dítě a 10 000 Kč na druhé dítě.

Zdroj: https://web.archive.org/web/20160324081008/http://portal.mpsv.cz/soc/ssp/obcane/porodne

## Výše životního minima
Životní minimum domácnosti pro zjištění nároku na porodné se vypočítá (stejně jako u dalších sociálních dávek) jako součet položek za jednotlivé členy domácnosti. Uvedené hodnoty platí od 1. 1. 2023

| Jednotlivec                              | 4.860 Kč |
| První dospělá osoba v domácnosti         | 4.470 Kč |
| Druhá a další dospělá osoba v domácnosti | 4.040 Kč |
| Dítě do 6 let                            | 2.480 Kč |
| Dítě od 6 do 15 let                      | 3.050 Kč |
| Dítě od 15 do 26 let                     | 3.050 Kč |

## Žádost o porodné
O porodné je nutné zažádat pomocí určeného formuláře. Ten se odevzdává na úřadu práce, který je v bydlišti matky, nebo elektronicky (v tomto případě je nutné mít elektronický podpis ). Žádost je nutné podat po narození dítěte do jednoho roku.